# 水原さな
水原 さな（みずはら さな、1985年9月8日 - ）は、日本の元AV女優。LINX所属。
身長:153cm。スリーサイズ:B86(D)・W62・H85cm。血液型:A型。趣味・特技:料理、裁縫。

## 略歴・人物
千葉県出身。2014年4月、ビデオメーカー。SODクリエイトの専属女優としてAVデビュー。

## 出演作品

### アダルトDVD
2014年
- 子供が生まれてから、子供にすべてを捧げてきた 水原 さな 32歳 AV Debut（4月24日、SODクリエイト）
- 旦那と子供が留守の間に…自宅で乱れチ○コ12本 家のカギを開けたまま止まらない 性欲に身を任せる人妻 水原さな 32歳 デビュー第2章（5月22日、SODクリエイト）
- 旦那と子供に内緒で初めての不倫旅行 露天風呂で4P、宴会場で7P乱交 自宅前でおかわりSEX 合計10SEX 水原さな 32歳 最終章（6月19日、SODクリエイト）
- 「『おばさんで本当にいいの?』若くて硬い勃起角度150度の少年チ○ポに抱きつかれた看護師はヤられても本当は嫌じゃない」 VOL.1（7月10日、DANDY）[要出典]
- 夫婦ご対面ゲーム!!（7月13日、はじめ企画）[要出典]
- 家族にバレたら…でも、止められない。隣に住む他人夫とのベランダ不倫にハマる人妻（7月24日、ナチュラルハイ）[要出典]
- 今日、あなたの妻が浮気します。（7月26日、HMJM）
- 禁断の穴兄弟母子相姦（8月1日、ABC）
- 若妻の匂い それから…（8月8日、光夜蝶）
- 男の視線にムラムラしちゃうママたちの美尻タイトスカート三者面談（8月13日、MUTTURi）[要出典]
- 温泉レポートだけのはずが… ほろ酔い素人妻 温泉ダマし撮り! 露天で口説いて浮気SEX完全盗撮!（8月25日、ビッグモーカル）
- あなたと逢う日はスカートで…（9月5日、光夜蝶）
- ママさんバレー合宿のハイレグブルマを覗いてたら、チ○コがおっ勃っちゃってることバレちゃった。欲求不満の奥さんたちの性欲も爆発!くい込みデカ尻でチ○コ弄ばれました。（9月6日、SWITCH）[要出典]
- 働くお姉さん限定!!危険日直撃!100万円争奪! 生中出しじゃんけん大会! 7（9月6日、Mr.michiru）
- 妻を親友に寝取られて…。（9月7日、マドンナ）
- 友人の母親（9月13日、ヴィーナス）
- ザ★スマタ 2 〜マ●コをヌルヌル擦り付けられ幸せ一杯な僕のチ●ポ〜（9月19日、SEX Agent）
- 1本1本丁寧に手でコキあげました。（9月19日、SEX Agent）
- 見せ付けて興奮するオナニー女子（9月19日、SEX Agent）
- ノーマルSEXに満足出来ない人妻の理性も吹っ飛んだ中出し性交（9月25日、本中）
- 嬉々として出かける週二の“野暮用”（9月26日、バルタン）
- 女教師の匂い（10月3日、光夜蝶）
- 媚薬エステサロン 4 超豪華女優Wアクメスペシャル（10月9日、ROCKET）
- あれっ、さっきまで普通だったのに… 一緒にいた女が錠剤を飲んだら、すごく淫乱になって僕を言葉責めとともに襲ってきた! そして気付いたら裸にされゴムもつけずに挿入させてきた。（10月9日、Mr.michiru）
- 人妻監禁ボディドール（10月10日、アップス）
- 水原さなの汗だく、種付け、ガチSEX（10月13日、HERO）
- GOSSIP BOYS episode 2 「パッションセックス」（10月15日、ワニッチ）
- フェラしながらのオナニーでどちらにも夢中（10月17日、SEX Agent）
- 奥の奥まで自らくわえるセルフイラマチオ（10月17日、SEX Agent）
- うちの妻にかぎって… 「待ってダメっ…待って…」強引に抱き寄せられ唇を許すと、僕の妻は他の男にカラダを許した【寝取られ】 人妻中出し 【NTR】 4（10月25日、ビッグモーカル）[要出典]
- ご近所の人妻と中出し乱交（11月1日、ZUKKON/BAKKON）
- ガチ妻・AV女優ぶっかけドキュメント 夫のそばで汚されて…（11月7日、ワープエンタテインメント）
- 体調の悪い僕を心配してくれた優しい姉の性格を利用して、性処理をお願いしたら困った顔をしながらもかなりのテクで抜いてくれた。（11月7日、NON）
- アラサーOLナンパ中出し in 働くいいオンナの街・六本木（11月10日、ホットエンターテイメント）[要出典]
- 激エロ暴走子持ち人妻! AV女優さんとエッチしよう! Vol.13（11月13日、HERO）
- 都会から農家へ嫁いだ妻（32）は女日照りな近親男達から淫らな種を搾り取る…（11月15日、Pandora）
- 子○チンポで孕ませ中出し課外授業 妊娠教育（11月20日、グローリークエスト）
- 出戻り三姉妹と義父と隣の親父 理由あり女の放っておけない無防備なカラダ（11月20日、ヒビノ）
- よつんばいフェラ 手を使わずお口だけで口内射精（11月21日、SEX Agent）
- ふしだらな息子の嫁 熱情と安らぎの快楽を追い求めて「絶対にやれる」と確信した義父の最後の挑戦!（12月1日、FAプロ）
- 「誰でもいいからして!」 媚薬を盛られ気が狂う程に躰が疼き性欲に逆らえない美人メッセンジャー（12月2日、DOC）
- アナタ、見て…、夫に見せつけたいほど飢えた人妻の本気の中出しセックス（12月5日、NON）
- 撮影中はどんなに気持ちよくても「ゼッタイ笑顔!!」で過ごしてください。（12月5日、DIY）
- SEXのハードルが異常に低い世界 9（12月6日、ディープス）
- 誘惑する健康ドリンクレディ いつでもマン汁たっぷりのヤリマンお姉さん 痴女攻め挑発快感潮吹きセックス!（12月13日、セレブの友）
- 寝取らせ 03（12月19日、DOC）[要出典]
- お下品! ガニ股フェラ（12月19日、SEX Agent）
- 愛情たっぷりに寄り添う、ぴったり密着手コキ（12月19日、SEX Agent）
- 不妊に悩む夫婦の為に… 非合法子作り治療院（12月25日、サイドビー）
- 抜かずの14発中出し+1（12月26日、EROTICA）

2015年
- ネトラレーゼ 妻を社長のバカ息子に寝盗られた話し（1月8日、タカラ映像）
- 淫らな熟れた人妻 濡れすぎる四十路妻 恥じらう五十路熟女 撮り下ろし8人4時間SPECIAL（1月9日、アテナ映像）
- 嫌いなアイツに犯られたい（1月9日、ワープエンタテインメント）
- 誘惑してくる妻の友人（1月13日、溜池ゴロー）
- 本物ドスケベ人妻 初大量ごっくん30発!!（1月19日、エムズビデオグループ）
- 観光に訪れる男たちを村娘の下品な性接待で中出しさせて妊娠したら婿に入ってこの村に住めと承諾させる温泉宿 (2月5日、Mr.michiru)
- 危険日に緊縛中出しレ×プ (2月13日、MOODYZ)
- 子作り目的で温泉宿にやって来て、どこでもイチャつく若い夫婦を羨ましそうに覗き見ていた仲居（独身）が欲情して嫁よりも先に自分のマ○コに中出ししてほしいと旦那を誘惑!うたた寝する嫁の隣でバレないように声を押し殺して濃厚精子を搾り取る! (3月5日、Mr.michiru)
- ナマ姦不倫09 (3月6日、光夜蝶)
- 野外露出調教3 見られてしまった私の淫ら (3月7日、アタッカーズ)
- 剛毛レズビアン4 (3月25日、セレブの友)
- 弟の嫁が寂しくて浮気しそうだと言うので、相談にのるフリをして性奴隷にしてやった (4月24日、タカラ映像)
- 色情の縄 (5月13日、妄想族/赤ほたるいか)
- 本物人妻！最初で最高の初アナルFUCK～アナタごめんなさい、アナタともシタ事ないアナルセックスでイキまくっちゃいました～ (5月19日、M's Video Group)
- 夫に内緒で借金返済 男たちに喜ばれる妻の裸体 (5月25日、ながえSTYLE)
- もう老人しか愛せない4 〜わたしの心の隙間をうめてくれた人～ (5月25日、ながえSTYLE)
- TVの旅番組のカメラマンがAV業界出身の重度の尻フェチ男だと職業柄どうしても美人アナウンサーのぷりケツばかりを追ったローアングルを連発しもはや放送事故スレスレの収拾がつかないこんな番組になる (5月28日、タカラ映像/第一放送)
- アナルに媚薬を塗りこまれDQNに2穴凌辱されたPTA会長 (6月7日、山と空)
- 若い支援者の前で失禁させられ、即ハメ輪姦された議員妻のマル秘宴会動画がこちらですw (6月9日、タカラ映像)
- 悶絶腰砕け アナル拷問 (6月13日、MOODYZ)
- 三穴ぶっかけ志願 (6月19日、M's Video Group)
- 超豪華ハーレム大乱交同窓会 夢の共演240分SP (7月9日、SODクリエイト)
- トリプルレズビアン19 (7月24日、クリスタル映像)
- 淫語中出しソープ 46 (7月25日、AVS collector's)
- 究極サンドイッチFUCKスペシャル (8月1日、MOODYZ)
- 熟れ蒸れパンティストッキング 破いてズラして着たまま欲しがるサカりのついたムチ脚妻 (8月1日、光夜蝶)
- ガチンコ全裸レズバトル2 (8月6日、ROCKET)
- 男女の貞操観念が逆転した世界 毎日発情期!女は全員性欲に満ちあふれ男とヤリたくて常に悶々!子種汁を中出しされたい欲望まみれのマ◯コたち!! (8月20日、ディープス)
- 僕のいいなり義母 (8月20日、グローリークエスト)
- メスころがし ケツ穴＆オ◯◯コ2穴中出し調教 (10月2日、h.m.p)
- お母さんVS組織暴力2 (10月13日、溜池ゴロー)
- アナル奴隷 肛門快感で調教される人妻 さな (10月25日、AVS collector's)
- アナルに堕ちた美人妻3 (11月7日、アタッカーズ)
- 淫語で誘惑 エロ美BODY (11月25日、AVS collector's)

2016年
- 若妻不倫接吻温泉 夫は知らない妻の湯けむり密会現場 (2月6日、ヒビノ)
- ガチンコ全裸レズバトル4 (3月5日、ROCKET)  ※レフリー役
- 大胆なチラリズムで僕を挑発する人妻家庭教師～日頃の欲求不満を生徒にぶつける浮気妻～ (3月13日、VENUS)
- ビアンカップルの日常 マンネリ打破のちょっぴりアブノーマルなレズSEX（6月7日、ビビアン）
- 逞しくなった息子の極太棒の味が忘れられず、全裸家政婦姿でチ○ポ哀願する変態母（6月9日、タカラ映像）
- スーパーガチンコ全裸レズバトルDYNAMITE 2016（7月7日、ROCKET）
- 体温 (7月19日、レズれ!)
- 超豪華ハーレム大乱交 本物人妻同窓会2 （9月8日、SODクリエイト)
- 濃厚汁接吻 欲求不満で再会レズビアン 女と女の際限ない欲望と快楽 (11月23日、ヒビノ)